# Cojoba escuintlensis
Cojoba escuintlensis là một loài thực vật có hoa trong họ Đậu. Loài này được (Lundell) L.Rico miêu tả khoa học đầu tiên.